# 青森公立大学国際芸術センター青森
青森公立大学国際芸術センター青森（あおもりこうりつこくさいげいじゅつせんたーあおもり）は、青森県青森市にある公立の美術館で、青森公立大学の附属施設でもある。青森県内の美術館5館で構成する「AOMORI GOKAN」の一つである。
建築設計は安藤忠雄が担当。

## 歴史

### 設立の経緯
青森市市制100周年記念事業として設立され、2001年12月に開館した。現在は青森公立大学が運営している。

## 施設情報

### 開館
- 開館時間　9:00 - 19:00（展覧会：10:00 - 18:00）
- 休館日 年末年始（12月29日 - 1月3日）及び大学入学試験に関わる日程

### アクセス
- JR青森駅からJRバスまたは青森市営バスにて約40分
  - 「モヤヒルズ、青森公立大学行」乗車
  - 「青森公立大学」下車

- 青森自動車道　青森中央I.Cから約5km
- 青森空港からタクシーで約20分

## 主な展覧会
全開催展については、国立新美術館の記録を参照。
- 「青木野枝：熊と鮭に」（2003）
- 「土屋公雄展：記憶のエレメント/沈下する時間」（2004）
- 「若江漢字：100年の時を待たずに／開館3周年記念展」（2004）
- 「河口龍夫：時間の時間」（2005）